# 어비스 호라이즌
《어비스 호라이즌》(중국어: 深淵地平線, 영어: Abyss Horizon)은 중화인민공화국의 비디오 게임이다. iOS, 안듣로이드용으로 출시된 RPG 게임이다.